# Behnam Ariyan
Behnam Ariyan, né le 11 avril 1990, est un coureur cycliste iranien.

## Palmarès sur route

### Par année
- 2016
  - 3e du championnat d'Iran du contre-la-montre
- 2017
  - 2e du championnat d'Iran du contre-la-montre
- 2018
  -  Médaillé d'argent du championnat d'Asie du contre-la-montre par équipes
  - 3e du championnat d'Iran du contre-la-montre
- 2019
  - 2e du championnat d'Iran du contre-la-montre
- 2021
  -  Champion d'Iran du contre-la-montre
- 2022
  - 2e du championnat d'Iran du contre-la-montre
  -  Médaillé de bronze du championnat d'Asie du contre-la-montre par équipes
- 2023
  - 3e du championnat d'Iran du contre-la-montre
- 2024
  - 2e du championnat d'Iran du contre-la-montre
- 2025
  - 2e du championnat d'Iran du contre-la-montre

### Classements mondiaux
| Année                                 | 2015 | 2016  | 2017  | 2018  | 2019 | 2020 | 2021  | 2022  | 2023  | 2024  |
| ------------------------------------- | ---- | ----- | ----- | ----- | ---- | ---- | ----- | ----- | ----- | ----- |
| Classement mondial                    |      | 1615e | 1197e | 1100e | 693e | nc   | 1319e | 1254e | 2081e | 1917e |
| UCI Europe Tour                       | nc   | nc    | nc    | 1964e |      |      |       |       |       |       |
| UCI Asia Tour                         | 380e | 273e  | 183e  | 226e  | 32e  | nc   | 57e   | 88e   | nc    | nc    |
|                                       |      |       |       |       |      |      |       |       |       |       |
| Légende : nc = non classéSource : UCI |      |       |       |       |      |      |       |       |       |       |

## Palmarès sur piste
- 2014
  -  Champion d'Iran de course aux points
  - 2e du championnat d'Iran de poursuite
  - 3e du championnat d'Iran du scratch

- 2015
  -  Champion d'Iran de course aux points

- 2019
  -  Champion d'Iran de poursuite
  -  Champion d'Iran de course aux points
  - 2e du championnat d'Iran de poursuite par équipes
  - 3e du championnat d'Iran de l'américaine

- 2022
  -  Médaillé d'argent de la course aux points des Jeux de la solidarité islamique
  -  Médaillé d'argent de la course scratch des Jeux de la solidarité islamique